# Aipe
Aipe es un municipio colombiano ubicado en el noroccidente del departamento de Huila. Tiene una extensión territorial de 801.04 km², que corresponde al 3.8% del área total del departamento. Está ubicado a una altitud de 350 metros sobre el nivel de mar, con temperatura promedio anual de 28.4 °C. El casco urbano del municipio está localizado a la margen izquierda del río Magdalena (Región SubNorte).
Cuenta con una población de 29.177 habitantes de acuerdo con proyección del DANE para año 2019.  El municipio está ocupado principalmente por viviendas que se basan en el desarrollo de actividades agropecuarias, industriales y mineras. Es un gran productor de petróleo, donde son explotados más de 120 pozos. Es conocida como «La Capital de Oro Negro del Huila"».

## Historia
A comienzos de 1741, Teresa y  Enrique Cortés, considerados los fundadores del Municipio de Aipe, Ellos cedieron 80 hectáreas para establecer un nuevo pueblo, estos eran descendientes de Jacinto Cortés. En 1770, la jerarquía eclesiástica y civil de Neiva dispone de la construcción de la iglesia de Nuestra Señora de los Dolores bajo su jurisdicción y en 1772, el gobierno del virrey Manuel Guirior fue designada Viceparroquia y para esta época se contaba con una población de 886 habitantes. 
Hacia el año de 1872 Aipe fue trasladado de su antiguo lugar en el Puerto de Palomito hacia el lugar que hoy ocupa más al norte y hacia el año 1874 Aipe adquiere autonomía respecto a Neiva, con carácter de distrito integrante del cantón de Villavieja y el 8 de abril de 1912 mediante Ordenanza n.º 26, fue creado como municipio por la Asamblea Departamental.

## División Político-Administrativa
Además de su Cabecera municipal. Aipe tiene bajo su jurisdicción los siguientes Centros poblados:
- Cruce de Guacirco
- El Pata
- La Ceja (Mesitas)
- Praga
- Santa Rita

## Geografía
La cota mínima del municipio se localiza sobre la desembocadura del Río Patá al Río Magdalena a una altitud de 360 metros sobre el nivel de mar, con temperatura promedio anual de 28.4 °C y el punto más alto a 2300 metros sobre el nivel del mar, localizada en la vereda La Unión (al occidente del municipio con límites con el Departamento del Tolima), y con una temperatura promedio de 13.67 °C., a Aipe lo rodean los ríos Magdalena, Aipe, Baché y el Pata
Se presentan las coordenadas geográficas de latitud norte 3° 13” y longitud oeste 75°15” teniendo como referencia de iglesia, Nuestra Señora de los Dolores.

### Límites municipales
Aipe está delimitado por los siguientes municipios y al norte con Tolima
| Noroeste: Ataco ( Tolima) (Río Pata) | Norte: Ataco ( Tolima) (Río Pata) | Nordeste: Natagaima ( Tolima) (Río Pata) |
| Oeste: Ataco ( Tolima)               |                                   | Este: Villavieja (Río Magdalena)         |
| Suroeste: Neiva                      | Sur: Neiva                        | Sureste: Tello (Río Magdalena)           |

## Galería

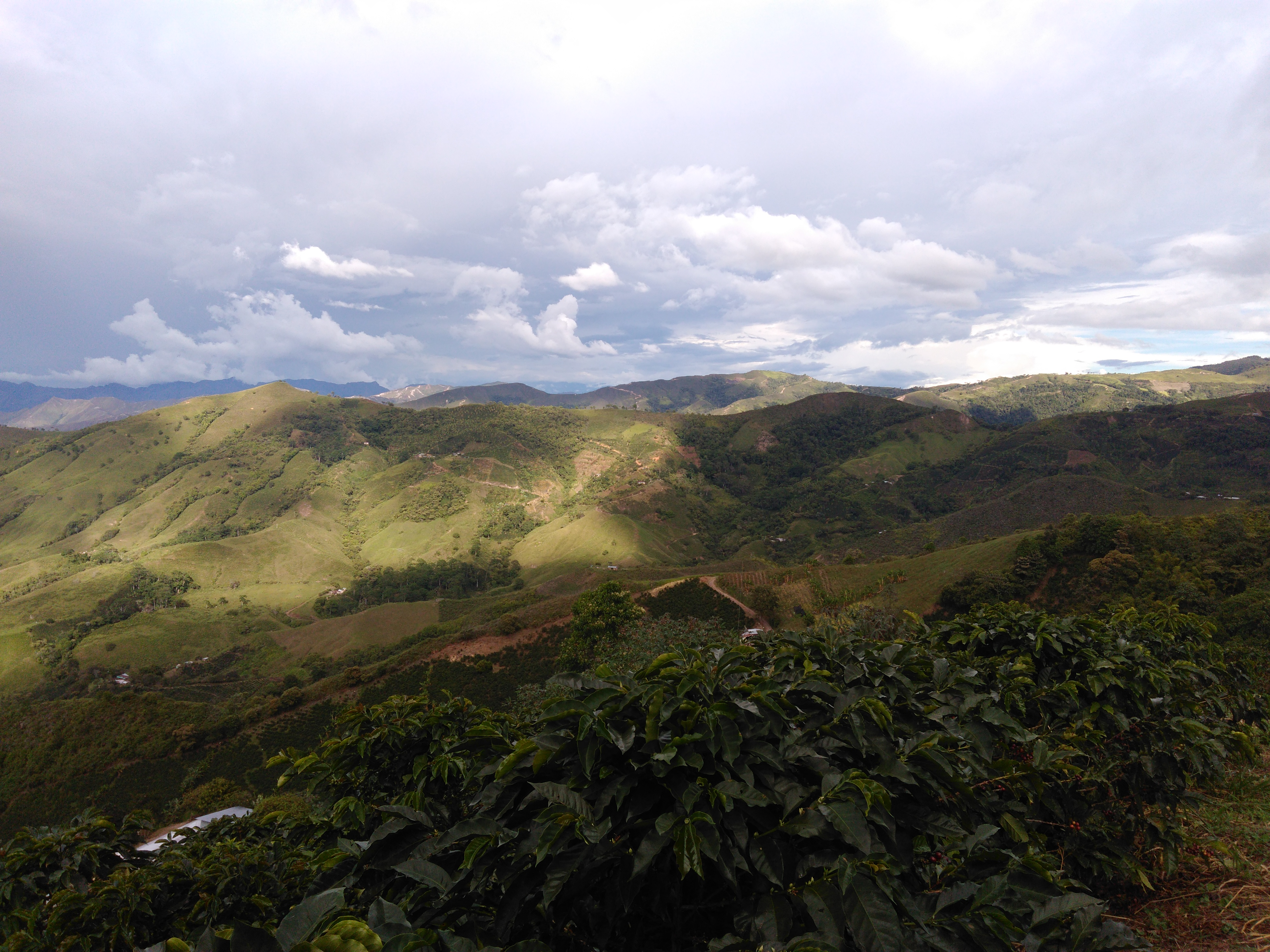
Montañas de Aipe

## Servicios públicos
- Energía Eléctrica: Electrohuila, es la empresa prestadora del servicio de energía eléctrica.
- Gas Natural: Alcanos de Colombia, es la empresa distribuidora y comercializadora de gas natural en el municipio.